# Watanabe
Watanabe (渡辺: "ferryside") este cel de-al cincilea cel mai frecvent nume de familie japonez.

### Persoane diverse[2]
- Akeno Watanabe (actriță de voce);
- Atsushi Watanabe (actor);
- Atsushi Watanabe (politician);
- Akira Watanabe (Președinte al Asociației Naționale de Cercetași, Japonia, 1974–2003);
- Emi Watanabe (patinator artistic);
- Gedde Watanabe (sau Gary Watanabe, actor);
- Graham Watanabe  (snowboarder);
- Greg Watanabe (actor);
- Hamako Watanabe (cântăreț);
- Hiroshi Watanabe (animator);
- Hiroshi Watanabe (fotograf);
- Jiro Watanabe (boxer);
- José Watanabe (poet peruvian);
- Junya Watanabe (designer de modă);
- Katsuaki Watanabe (președinte al Toyota Motor Corporation);
- Kazuki Watanabe (dezambiguizare);
- Kazumi Watanabe (muzician);
- Kazuro Watanabe (astronom);
- Ken Watanabe (actor);
- Kenji Watanabe (înotător);
- Konomi Watanabe (n. 2006), copil actor japonez;
- Kozo Watanabe (inginer);
- Kozo Watanabe (politician democrat)  (politician al Partidului Democrat din Japonia);
- Kozo Watanabe (politician liberal democrat) (politician al Partidului Liberal Democrat din Japonia);
- Kumiko Watanabe (actor de voce);
- Marina Watanabe (animator);
- Mayu Watanabe  (artist liber);
- Michio Watanabe (politician);
- Miho Watanabe (artist liber);
- Misato Watanabe (muzician);
- Miyuki Watanabe (artist liber);
- Mutsuhiro Watanabe (criminal de război);
- Natsuna Watanabe (actriță de voce, fost fotomodel);
- Osamu Watanabe (sportiv, lupte, stil liber);
- Ryo Watanabe (parte a unui Showdown)
- Ryoko Watanabe (actriță pink de film);
- Sadao Watanabe (muzician);
- Sadao Watanabe (artist);
- Shinichi Watanabe (regizor);
- Shinichiro Watanabe (scenarist, scriitor și regizor);
- Shinzo Watanabe (n. 1935), matematician;
- Shunsuke Watanabe (jucător de baseball)
- Takaaki Watanabe, pro wrestler
- Takeo Watanabe (16 aprilie 1933 - 2 iunie 1989), muzician și compozitor japonez;
- Taeko Watanabe (artist manga)
- Watanabe On (autor)
- Yoko Watanabe (soprană de operă)
- Yoshinori Watanabe (presupus mafiot Yakuza)
- Yuuya Watanabe (Magic: The Gathering Professional).

### Companii
- Watanabe Tekkōjo, turnătorie de oțel, redenumită în 1943 Kyūshū Heiki (Kyūshū Armamente), dizolvată în 2001;
- Watanabe Instruments, redenumită ulterior Graphtec Corporation;
- Watanabe Engineering.

### Alte articole
- Nume de familie japoneze
- Nume proprii japoneze
- Ito,
- Kato,
- Kobayashi,
- Nakamura,
- Sato,
- Suzuki,
- Takata,
- Tahanashi,
- Watanabe,
- Yamamoto.